# Mustapha Achab
Mustapha Achab est un joueur professionnel de football né le 29 septembre 1969 à Casablanca. Il évoluait au poste de gardien de but.

## Biographie
Il a participé aux Jeux olympiques d'été de 1992 à Barcelone avec l'équipe nationale du Maroc. L'équipe marocaine est éliminée dès le premier tour après trois rencontres jouées par le joueur pour son pays. Le 11 octobre 1992, il est titulaire au poste de gardien dans les cages du Maroc lors d'un match comptant pour les qualifications de la Coupe du monde 1994, rencontre remporté 5-0 par le Maroc contre l'Éthiopie,.
Il a ouvert sa propre académie de football aux États-Unis à Boston.
| Caps | Date       | Match                 | Lieu       | Score | Compétition    |
| 1    | 28/07/1991 | Côte d’Ivoire - Maroc | Abidjan    | 2 - 0 | Elim. CAN 1992 |
| 2    | 11/10/1992 | Maroc - Ethiopie      | Casablanca | 5 - 0 | Elim. CM 1994  |
| 3    | 17/01/1996 | Arménie - Maroc       | Vitrolles  | 0 - 6 | Amical         |
| X    | 23/01/1996 | France Oly. - Maroc   | Aix        | 1 - 0 | Amical         |
| ---- | ---------- | --------------------- | ---------- | ----- | -------------- |